# Церковь Александра Невского (Городец)
Церковь Александра Невского — вторая по значимости церковь Феодоровского монастыря Городца.
В церкви находилась икона святого Александра Невского с частицей мощей — одна из святынь монастыря.
По легенде, которая бытовала в XIX — начале XX века среди старообрядцев Городца, место, где была построена церковь Александра Невского, было именно тем, где находилась келья, в которой принял постриг святой князь Александр Невский. На этом месте когда-то была старообрядческая часовня — место явления Феодоровской иконы.
Здесь в 1798 году было построено кирпичное здание, впоследствии в 1870—1882 годах здесь была построена церковь.
Церковь Александра Невского представляла собой тёплый монастырский храм с трапезной, находившийся севернее Феодоровского собора.
Это был пятиглавый четверик, декорированный в неорусском стиле.
Боковые приделы были освящены в честь Антония и Феодосия Печерских и Собора Трёх Святителей Великих.
Храм был закрыт в 1934 году и достаточно быстро снесён; на этом месте построены корпуса Городецкой районной больницы.